# IntelliJ IDEA
IntelliJ IDEA là một IDE Java để phát triển các phần mềm máy tính. Ứng dụng được phát triển bởi JetBrains (trước đây gọi là IntelliJ), với giấy phép Apache 2 cho phiên bản cộng đồng, và một phiên bản thương mại độc quyền. Cả hai có thể được sử dụng cho phát triển thương mại.

## Lịch sử
Phiên bản đầu tiên của IntelliJ IDEA được phát hành vào tháng 1/2001, và là một trong những IDE Java có sẵn đầu tiên với khả năng điều hướng mã và cải tiến mã nguồn được tích hợp.
Tuy nhiên,năm 2010 Infoworld báo cáo, IntelliJ đã nhận được điểm trung bình kiểm tra thấp nhất vì tồn tại nhiều lỗi trong số bốn công cụ lập trình Java hàng đầu: Eclipse, IntelliJ IDEA, NetBeans và JDeveloper.
Tháng 12 năm 2014, Google giới thiêu phiên bản Android Studio 1.0, một IDE nguồn mở cho các ứng dụng Android, dựa trên phiên bản cộng đồng nguồn mở của IntelliJ IDEA. Các môi trường phát triển khác dựa trên framework của IntelliJ bao gồm AppCode, CLion, PhpStorm, PyCharm, RubyMine, WebStorm và MPS.

## Yêu cầu hệ thống[9]
|                   | Windows                                                                              | macOS                                                                                | Linux                                                                                |
| ----------------- | ------------------------------------------------------------------------------------ | ------------------------------------------------------------------------------------ | ------------------------------------------------------------------------------------ |
| Phiên bản OS      | Windows 10/8/7 x64                                                                   | macOS 10.8 hoặc mới hơn                                                              | GNOME hoặc KDE                                                                       |
| RAM               | Tối thiểu 1 GB; đề xuất 4 GB hoặc hơn cho phát triển Android và phần mềm thương mại. | Tối thiểu 1 GB; đề xuất 4 GB hoặc hơn cho phát triển Android và phần mềm thương mại. | Tối thiểu 1 GB; đề xuất 4 GB hoặc hơn cho phát triển Android và phần mềm thương mại. |
| Ổ cứng            | 300 MB ổ cứng trống + ít nhất 1 GB cho bộ nhớ cache                                  | 300 MB ổ cứng trống + ít nhất 1 GB cho bộ nhớ cache                                  | 300 MB ổ cứng trống + ít nhất 1 GB cho bộ nhớ cache                                  |
| Phiên bản JDK     | JDK 1.8 từ 2016.                                                                     | JDK 1.8 từ 2016.                                                                     | JDK 1.8 từ 2016.                                                                     |
| Screen resolution | Độ phân giải màn hình tối thiểu 1024 × 768                                           | Độ phân giải màn hình tối thiểu 1024 × 768                                           | Độ phân giải màn hình tối thiểu 1024 × 768                                           |

## Tính năng
Phiên bản 2019.1 bao gồm hỗ trợ cho Java 9 sắp tới, một thiết kế UI cho phát triển ứng dụng Android, Play 2.0 và Scala.

### Hỗ trợ mã hóa
IDE cung cấp các tính năng nhất định như hoàn thành mã bằng cách phân tích ngữ cảnh, điều hướng mã cho phép nhảy vào một lớp hoặc khai báo trong mã trực tiếp, tái cấu trúc mã và các tùy chọn để sửa các mâu thuẫn thông qua các đề xuất.

### Công cụ tích hợp và kết hợp
IDE tích hợp sẵn các công cụ build/đóng gói như grunt, bower, gradle, và SBT. Nó hỗ trợ các hệ thống kiểm soát phiên bản như Git, Mercurial, Perforce, và SVN. Các cơ sở dữ liệu như Microsoft SQL Server, ORACLE, PostgreSQL, và MySQL có thể được truy cập trực tiếp từ IDE.

### Hệ sinh thái Plugin
IntelliJ hỗ trợ các plugin thông qua đó người ta có thể thêm chức năng bổ sung cho IDE. Có thể tải xuống và cài đặt các plugin từ trang web của kho lưu trữ plugin của IntelliJ hoặc thông qua tính năng cài đặt và tìm kiếm plugin sẵn có của IDE. Hiện tại, phiên bản IntelliJ IDEA Community có 1495 plugins, trong khi bản Ultimate có 1626. Những con số này nhỏ hơn nhiều so với các trình soạn thảo như Atom, có hơn 7000 packages (về cơ bản là các plugin). Tuy nhiên, một số tính năng được bao gồm theo mặc định trong IntelliJ chỉ có thể được thêm vào Atom bằng cách cài đặt các packages. Ví dụ, linting được tích hợp vào IntelliJ, và nó có thể được cài đặt trong Atom, theo ngôn ngữ lập trình, với nhiều gói khác nhau.

### Ngôn ngữ hỗ trợ
Hai bản Community và Ultimate khác nhau trong hỗ trợ của chúng cho các ngôn ngữ lập trình khác nhau như được hiển thị trong bảng sau.
Hỗ trợ trên cả hai bản Community và Ultimate Edition:
- Java
- CloudSlang (thông qua plugin riêng biệt)
- Clojure (thông qua plugin riêng biệt)
- Dart (thông qua plugin riêng biệt)
- Erlang (thông qua plugin riêng biệt)
- Go (thông qua plugin riêng biệt)
- Gosu (thông qua plugin riêng biệt)
- Groovy
- Haxe (thông qua plugin riêng biệt)
- Perl (thông qua plugin riêng biệt)
- Rust (thông qua plugin riêng biệt)
- Scala (thông qua plugin riêng biệt)
- XML/XSL
- Kotlin
- Haskell (thông qua plugin riêng biệt)[15]
- Lua (thông qua plugin riêng biệt)[16]
- Python (thông qua plugin riêng biệt)[17][18]
- Julia (thông qua plugin riêng biệt)[19]

Chỉ hỗ trợ trên bản Ultimate Edition:
- TypeScript (thông qua plugin riêng biệt)
- SQL
- Ruby/JRuby
- PHP (thông qua plugin riêng biệt)
- JavaScript
- HTML/XHTML/CSS
- CoffeeScript
- ActionScript/MXML

### Công nghệ và framework
Hỗ trợ trong cả hai bản Community và Ultimate Edition:
- Android
- Ant
- Gradle
- JUnit
- JavaFX
- Maven
- Python[18]
- SBT[20]
- TestNG

Chỉ hỗ trợ trong bản Ultimate Edition:
- Django
- EJB
- FreeMarker
- Geronimo
- GlassFish
- Google App Engine
- Google Web Toolkit
- Grails
- Hibernate/JPA
- JBoss Seam
- JBoss
- Jetty
- Java ME MIDP/CLDC
- JSF
- JSP
- Jelastic
- Node.js
- OSGi
- Play
- Ruby on Rails
- Spring
- Struts 2
- Tapestry
- Tomcat
- Velocity
- Web services
- Weblogic
- WebSphere

Có một plugin miễn phí từ Atlassian cho IntelliJ có sẵn để tích hợp với JIRA, Bamboo, Crucible và FishEye. Tuy nhiên, phần mềm có tên IDE-Connector đã ngừng hoạt động vào ngày 1/6/2015.

### Phiên bản phần mềm và kiểm soát sửa đổi
Có hai phiên bản khác nhau được họ hỗ trợ cho phiên bản phần mềm và hệ thống kiểm soát sửa đổi.
Hỗ trợ trên cả hai bản Community và Ultimate Edition:
- CVS
- Git
- GitHub
- Mercurial
- Subversion

Chỉ hỗ trợ trên bản Ultimate Edition:
- Visual SourceSafe
- Perforce
- ClearCase
- Team Foundation Server